# Nanodiament
Nanodiament – diamenty o wielkości rzędu nanometrów, zwykle poniżej 100 nm.

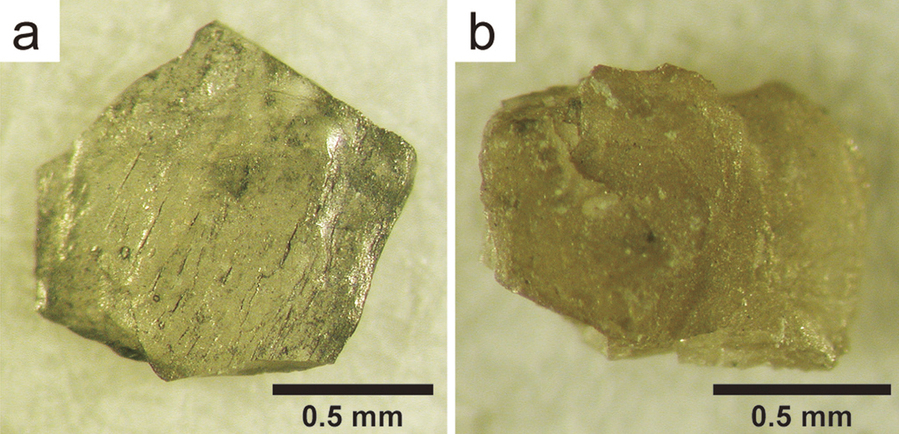
Nanodiamenty znalezione w kraterze Popigaj, w Rosji.

W warunkach naturalnych, nanodiamenty mogą być wytwarzane tylko przez wysokoenergetyczne zdarzenia jak uderzenia meteorytów.
Mogą być również wytwarzane sztucznie – syntetyczne nanodiamenty najczęściej produkowane są z cząstek diamentowych o mikronowych rozmiarach w warunkach wysokiego ciśnienia i wysokiej temperatury (nanodiamenty wysokociśnieniowe), przez kompresję falą uderzeniową (nanodiamenty detonacyjne). Możliwe są również takie metody jak laserowa ablacja w ciekłym medium, bombardowanie wiązką elektronów lub jonów o wysokiej energii, kawitacja ultradźwiękowa, bądź synteza z węglików.